# Livers-Cazelles
Livers-Cazelles är en kommun i departementet Tarn i regionen Occitanien i södra Frankrike. Kommunen ligger i kantonen Cordes-sur-Ciel som tillhör arrondissementet Albi. År 2022 hade Livers-Cazelles 239 invånare.

## Befolkningsutveckling
Antalet invånare i kommunen Livers-Cazelles
| Referens: INSEE |